# Габрене
Га́брене (болг. Габрене) — село в Благоєвградській області Болгарії. Входить до складу общини Петрич.

## Населення
За даними перепису населення 2011 року у селі проживали 685 осіб.
Національний склад населення села:
| Національність   | Кількість осіб | Відсоток |
| ---------------- | -------------- | -------- |
| болгари          | 648            | 99,2%    |
| турки            | 0              | 0%       |
| інша             | 4              | 0,6%     |
| Всього відповіли | 653            |          |

Розподіл населення за віком у 2011 році:
Динаміка населення: